# The Osborne Family Spectacle of Dancing Lights
The Osborne Family Spectacle of Dancing Lights est un ancien spectacle nocturne présenté pendant les saisons hivernales aux Disney's Hollywood Studios du Walt Disney World Resort, en Floride. Il y fut présenté de 1995 à 2016.

## Histoire

### La création
Jennings Osborne (1943-2011),, fonda, avec sa femme Mitzi, l'"Arkansas Research Medical Testing Center" à Little Rock, Arkansas en 1968. Le succès de l'entreprise lui a permis, ainsi qu'à son épouse, d'acheter un grand domaine en plein cœur de la ville en 1976. En 1980, les Osborne ont eu une fille, Allison Brianne Osborne, surnommée Breezy.
En 1986, Breezy demande à son père s'ils pouvaient décorer leur maison de lumières. Osborne accepte et installe 1000 lumières autour de leur maison. Années après années, la décoration est enrichie de plus en plus de guirlandes lumineuses. Osborne fini par acheter les deux propriétés adjacentes à la sienne et continue la mise en lumières de celle-ci.
En 1993, il compte plus de trois millions de lumières. L'installation devient extrêmement populaire à la fois dans l'Arkansas et dans le monde entier. Des équipes de journalistes se rendent régulièrement sur place pour filmer l'installation. Comme leur maison était située dans l'une des rues les plus achalandées de Little Rock, elle a causé de graves problèmes de circulation et beaucoup de plaintes.
En 1993, les guirlandes étaient allumées 35 jours pendant la période de Noël, du coucher du soleil à environ minuit tous les jours. Six voisins ont intenté une action en justice. Osborne a répondu en ajoutant trois millions de feux supplémentaires. 
Le tribunal du comté a ordonné une injonction contre l'affichage, en le limitant à 15 jours et en ordonnant qu'il ne soit allumé que de 19 heures à 22h30.
Osborne a fait appel devant la Cour suprême de l'Arkansas et a perdu, puis en 1994 à la Cour suprême des États-Unis, où le juge Clarence Thomas a refusé d'arrêter l'ordre. En 1995, la Cour suprême de l'État a complètement fermé l'installation.
Les Osbornes ont gardé des décorations lumineuses, mais à une échelle beaucoup plus petite jusque dans les années 2000.

### Accord avec Disney
L'histoire du procès à propos de cette installation de lumières de Noël attira l'attention nationale et plusieurs villes firent des offres pour accueillir l'exposition. Le directeur de projet de Walt Disney World, John Phelan, contacta l'avocat d'Osborne pour proposer de déménager l'installation à Orlando, et en discuta finalement avec Jennings Osborne lui-même. Il est alors intrigué par l'offre, mais comprend d'abord que Disney souhaite transposer l'installation dans une rue résidentielle d'Orlando. Ce que Phelan lui propose en fait est d'intégrer ses décorations lumineuses sur "Residential Street", une zone de back-lot dans le parc d'attraction Disney's Hollywood Studios (alors connu sous son nom d'origine, Disney-MGM Studios). Appréciant le lieu et réalisant où l'installation serait faite, Osborne accepte l'offre de Disney. Le public découvre le spectacle baptisé "The Osborne Family Spectacle of Lights" en 1995. 

### Évolution et améliorations

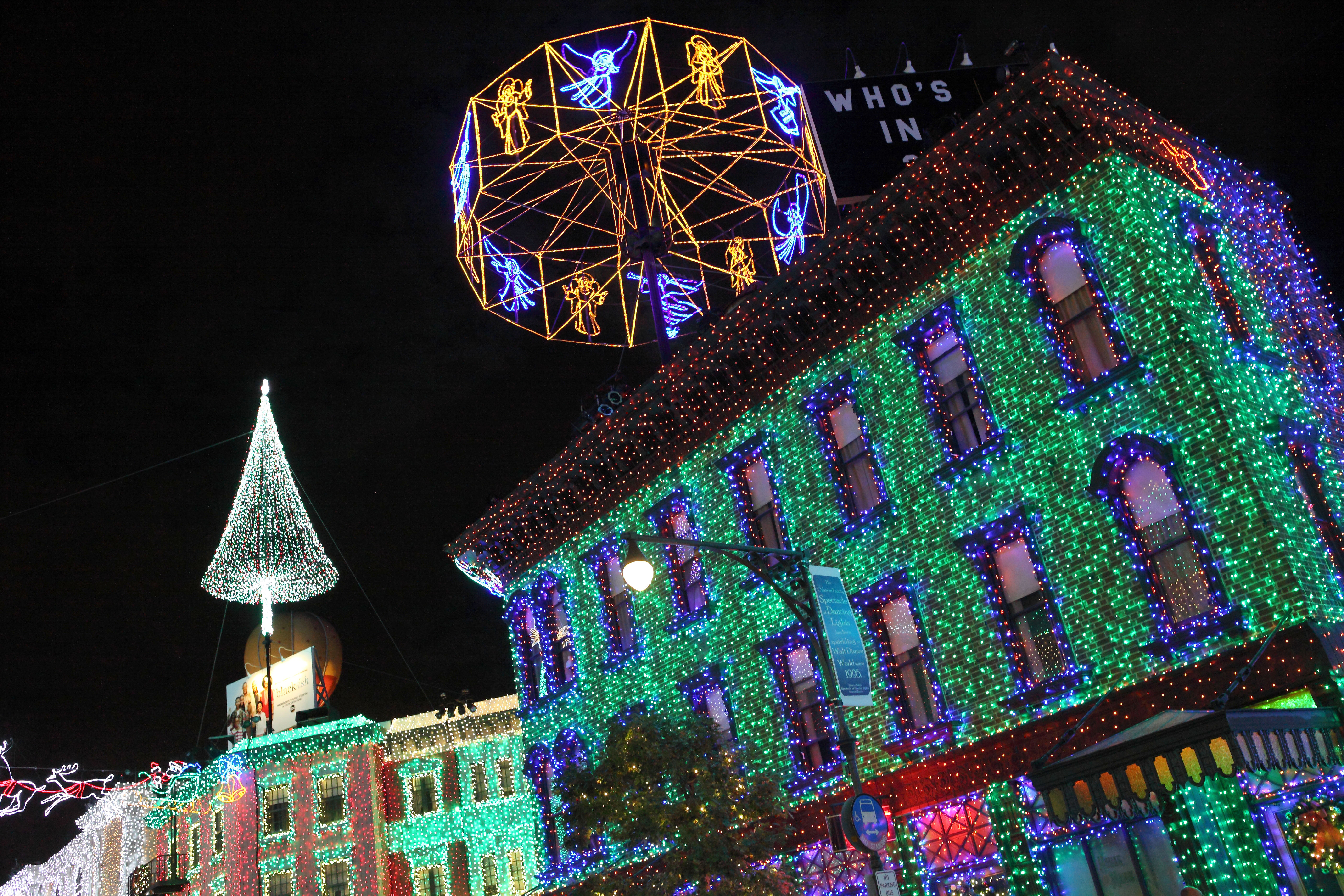
Streets of America en décembre 2014.

L'installation initiale reprenait les lumières d'origine de la famille Osborne, mais a été complété dans les années suivantes de plus de cinq millions de lumières. L'ensemble était composé de plus de 16 km d'éclairage. Les lumières étaient allumées au crépuscule chaque nuit, de la mi-novembre à la première semaine de janvier et nécessitait 800 000 watts d'électricité.
En 2004, le parc commence la construction d'une nouvelle aréne pour le spectacle Light, Motors, Action! Extreme Stunt Show. Une partie de la construction comprend la démolition de "Residential Street", ce qui nécessite un déménagement de l'installation vers la New York Street (maintenant connu sous le nom de Streets of America). À l'occasion, les studios ajoutent un effet de neige artificielle avec 33 canons à neige.
En 2005, Osram Sylvania devient le sponsor principal de l'installation, dans le cadre de négociations à long terme de la société mère avec les parcs à thème de la Walt Disney Company, incluant les attractions Spaceship Earth et IllumiNations : Reflections of Earth à Epcot.
Pour l'édition 2006, le système est amélioré pour permettre une programmation d'allumage électronique. Cette nouvelle installation permet de chorégraphier l'ensemble comme un véritable spectacle, synchronisé sur une partition musicale.
En 2011, l'installation subi une révision majeure. Toutes les lumières sont échangées contre des lumières LED. 
Siemens est devenu le nouveau sponsor du spectacle en 2013, en remplacement de Sylvania. Le 11 septembre 2015, Disney a annoncé la dernière saison d'exploitation du spectacle,,. La dernière représentation a eu lieu le 6 janvier 2016.

## Galerie

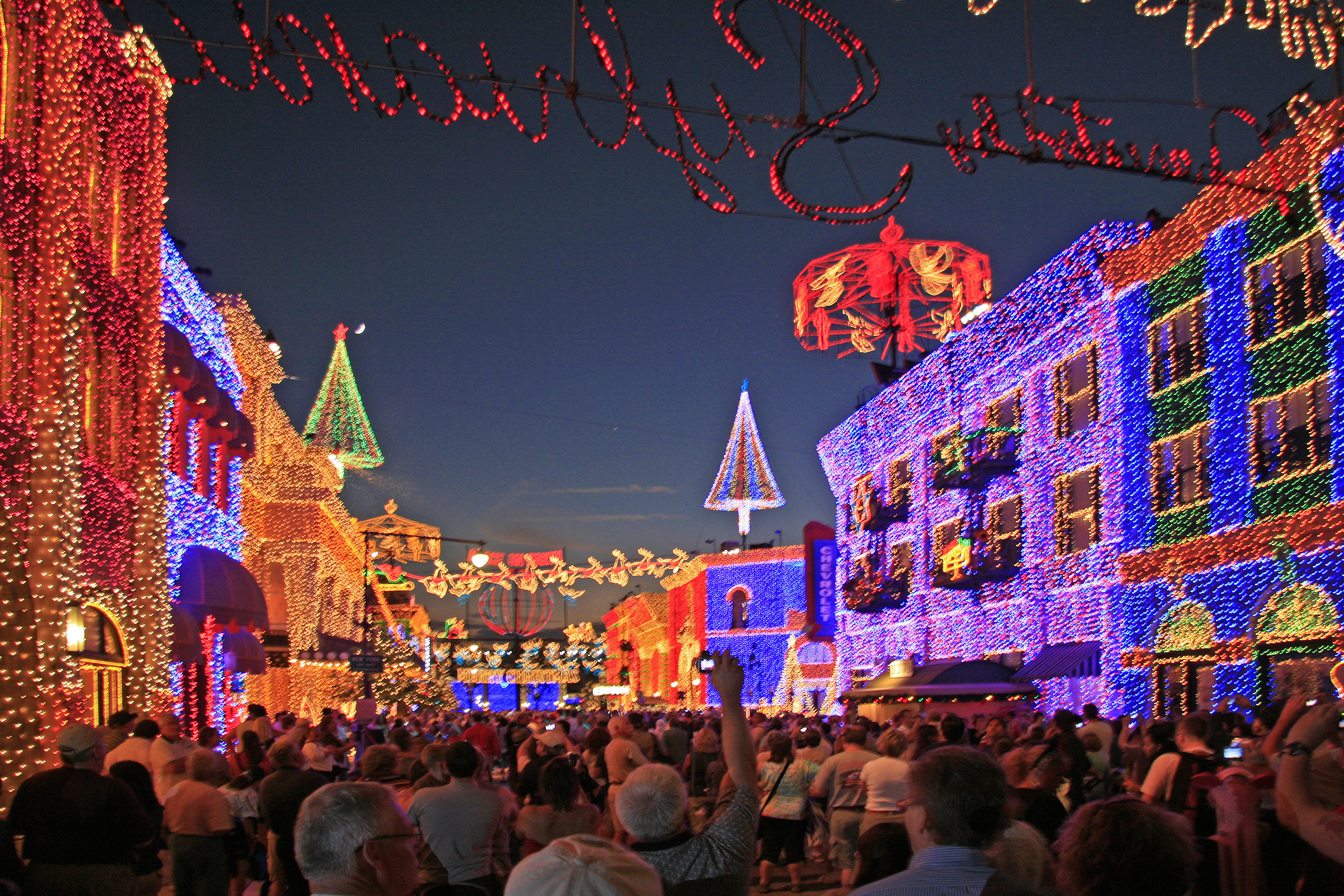
Streets of America en décembre 2007
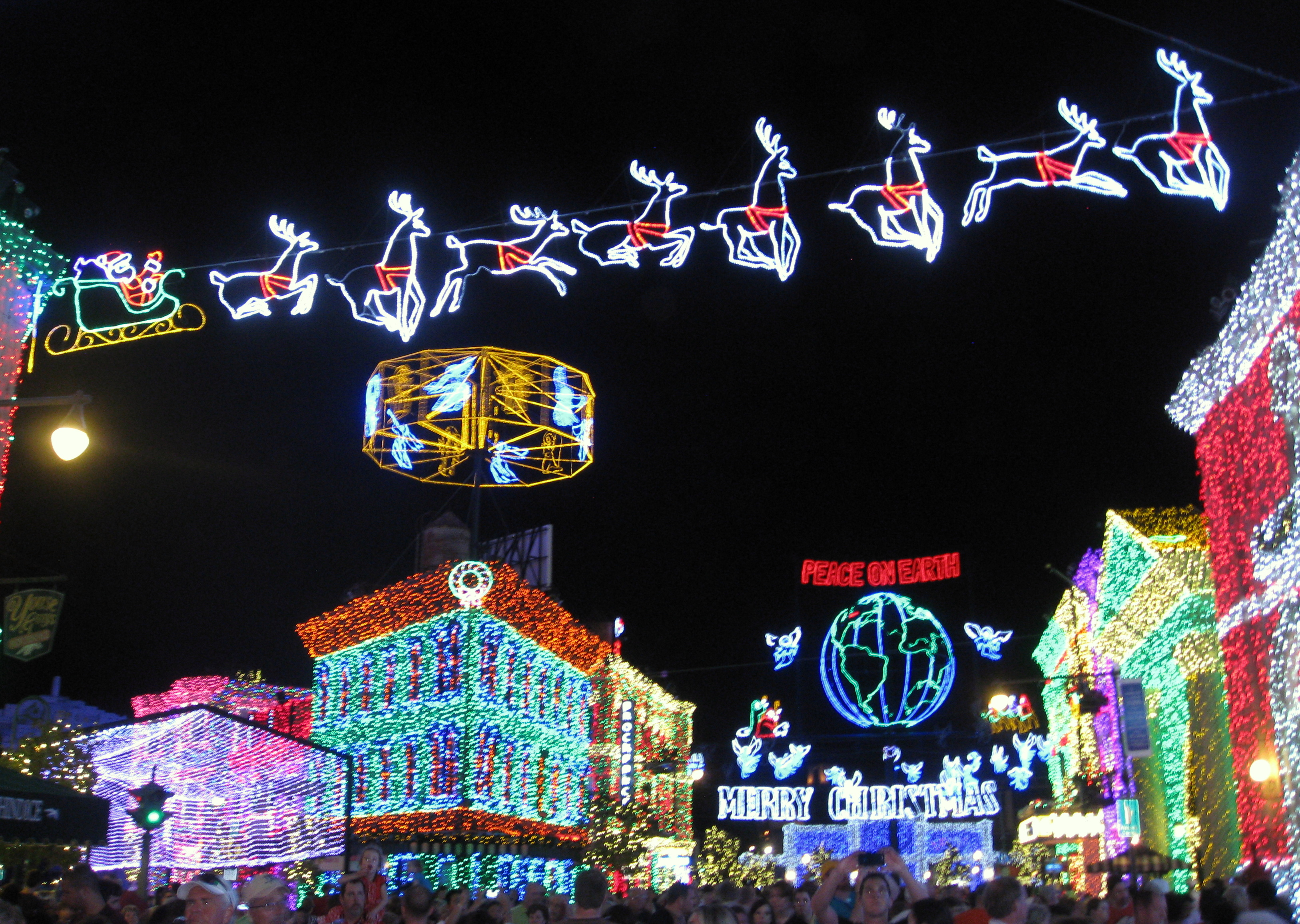
Installation en 2012
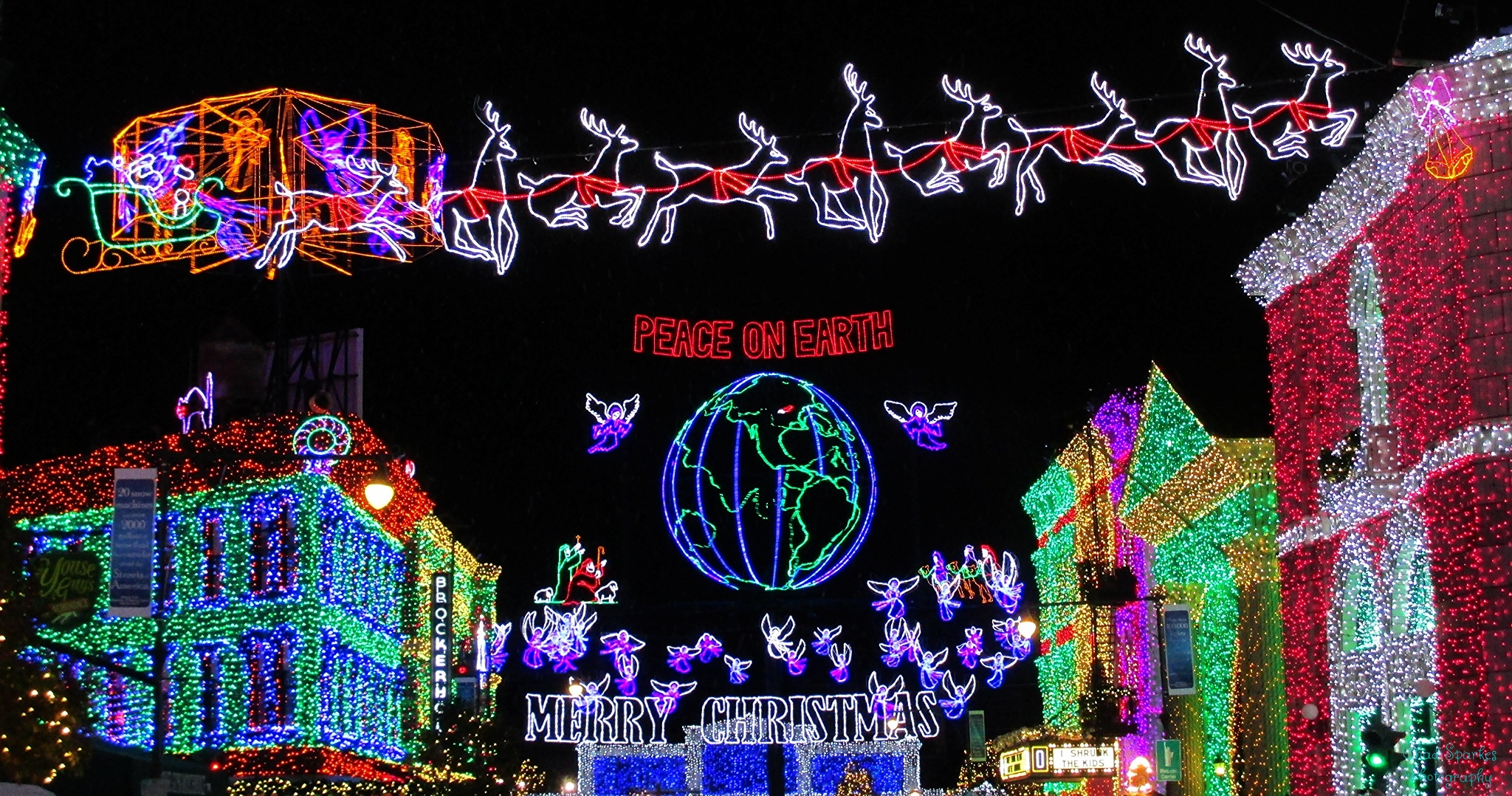
Globe et l'inscription "Peace on earth" ("Paix sur la terre")
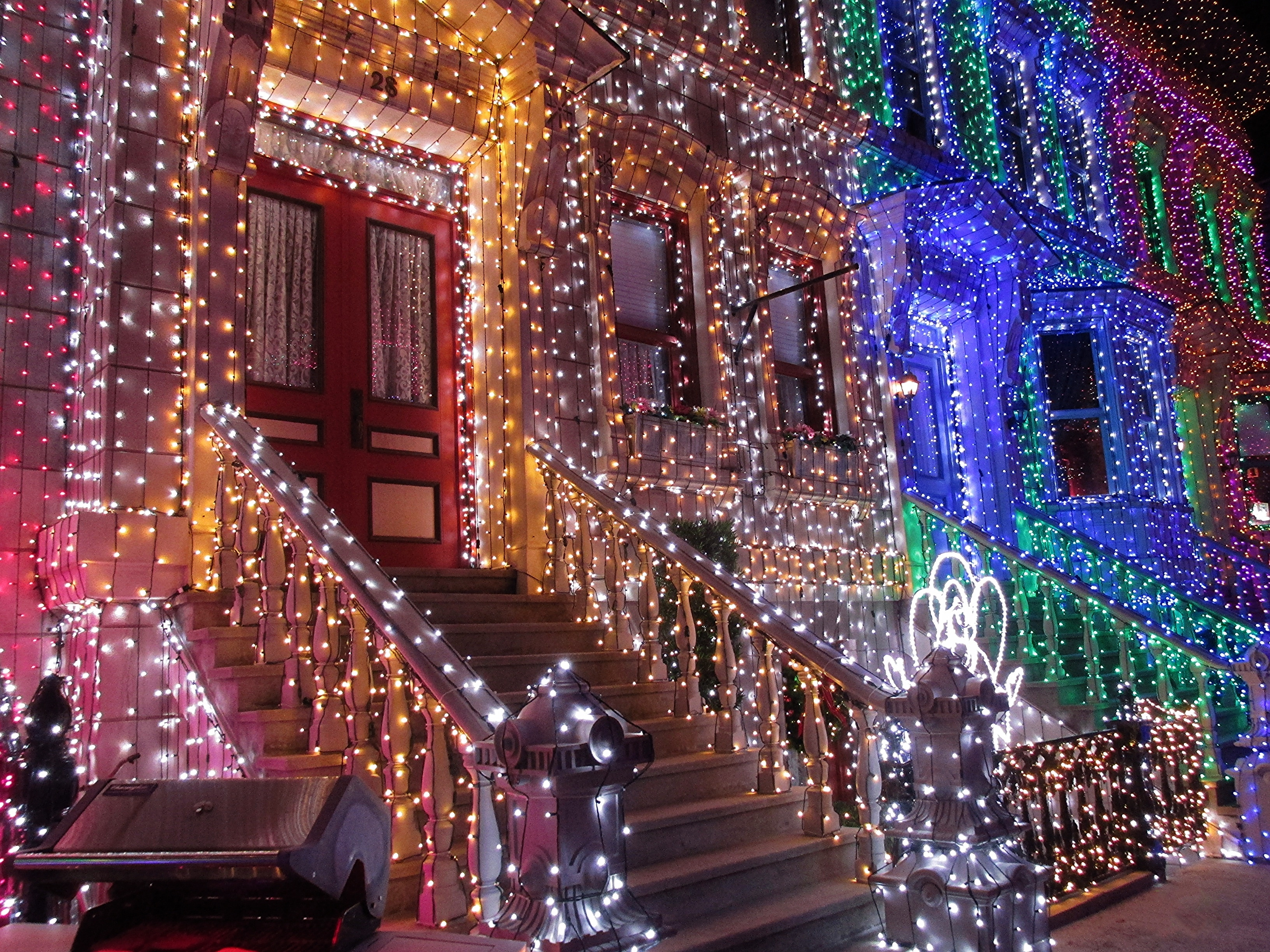
Façades recouvertes de lumières en 2014
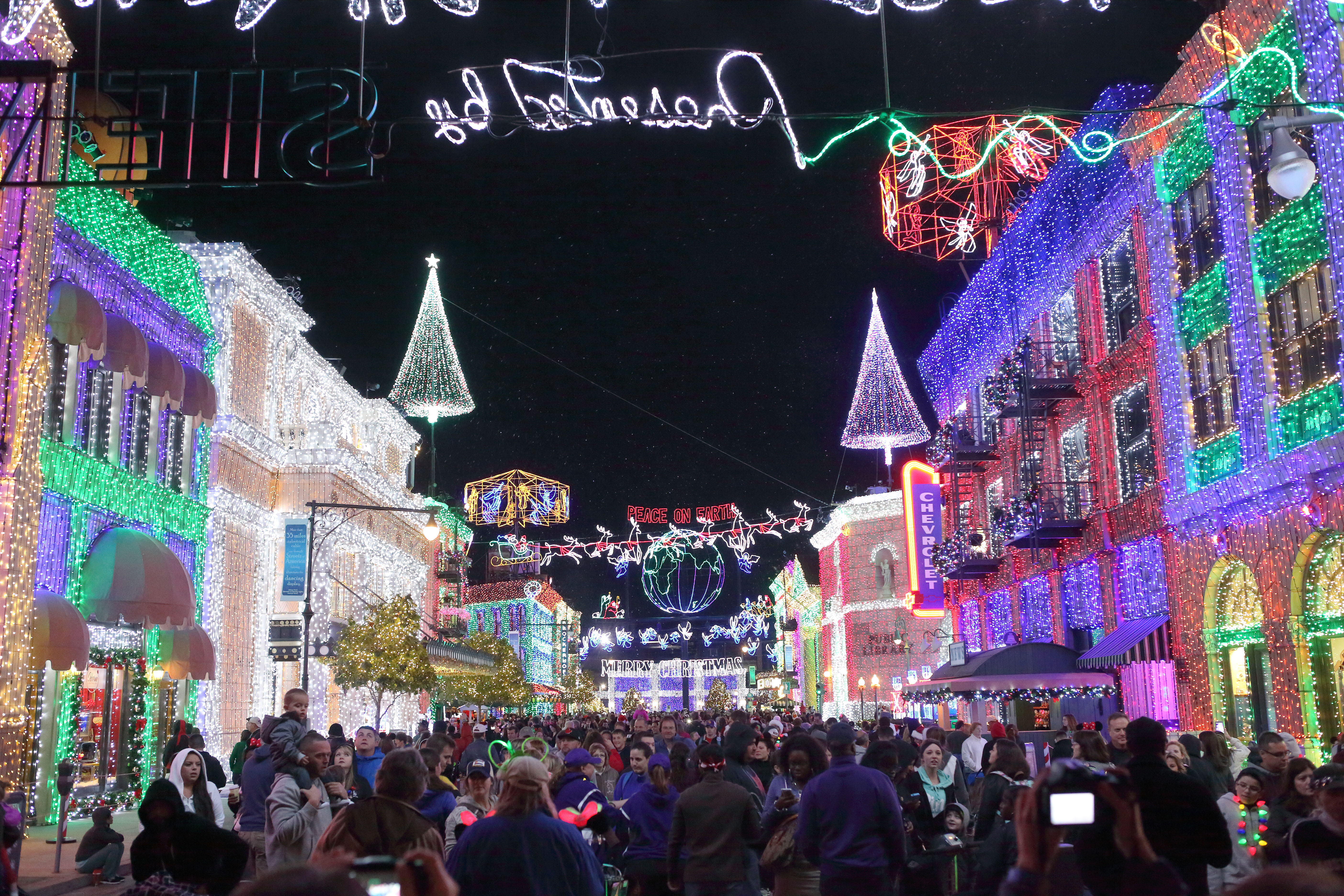
Streets of America en décembre 2015
- Vidéo tournée en 2016

## Chansons utilisées pour la synchronisation
- "Christmas Eve (Sarajevo 12-24)" du Trans-Siberian Orchestra
- "Jingle Bells" de Barbra Streisand
- "A Mad Russian's Christmas" du Trans-Siberian Orchestra
- "Feliz Navidad" de José Feliciano
- "Here Comes Santa Claus" d'Elvis Presley
- "Parade of the Wooden Soldiers" d'Arthur Fiedler et Boston Pops Orchestra
- "Nuttin' for Christmas" des Plain White T's
- "Christmas is Starting Now" de Big Bad Voodoo Daddy
- "Winter Wonderland" (Arrangement original de Dan Stamper)
- "What's This?" de Danny Elfman (from Tim Burton's The Nightmare Before Christmas)